# La bruttina stagionata (film)
La bruttina stagionata è un film del 1996 diretto da Anna Di Francisca.
Il soggetto è tratto dall'omonimo romanzo di Carmen Covito.

## Trama
Marilina è una donna anonima e dimessa che sta per raggiungere i quarant'anni. Vive a Padova scrivendo tesi di laurea per gli studenti. Insoddisfatta della sua vita, è tormentata da una madre insopportabile e dai consigli non richiesti di una sua amica d'infanzia. Ma tramite un video di annunci sexy, Marilina scopre di avere un potenziale erotico che la porta a conoscere Jan, gestore di un pornoshop, Nicky, amabile figlio di papà, e Berto, ruspante gigolò. Tanti uomini iniziano ad interessarsi a lei e Marilina finalmente si sente realizzata.

## Riconoscimenti
- 1997 - David di Donatello
  - Candidatura Miglior regista esordiente a Anna Di Francisca
  - Candidatura Migliore attrice non protagonista a Edi Angelillo
- 1997 - Nastro d'argento
  - Candidatura Miglior regista esordiente a Anna Di Francisca
  - Candidatura Migliore scenografia a Beatrice Scarpato